# Большое Голоустное
Большо́е Голоу́стное (бур. Эдеэн Гол) — посёлок в Иркутском районе Иркутской области. Входит в состав Голоустненского муниципального образования.

## Этимология
Название села происходит от безлесной местности в устье реки Иден-Гол (в переводе с бурятского «Эдеэн гол» — долина изобилия, еды и воды). В древности, на этот счет у бурят была поговорка, что «здесь без ножа мясо, а без топора дрова». Теперь река также называется Голоустная. Дельта реки заболочена, до образования Прибайкальского национального парка здесь было место утиной охоты.

## География
Находится на берегу Байкала на западной стороне устья реки Голоустной, в 43 км к югу от центра сельского поселения — села Малое Голоустное, в 120 км к юго-востоку от Иркутска.

### Климат
Водная масса Байкала, а также экранирующее влияние окружающих его горных хребтов, оказывают сильное влияние на климат территории посёлка. Осень и зима здесь мягче, а весна и лето — несколько прохладнее. Наступление весны на Байкале задерживается на 10—15 дней по сравнению с удалёнными от него районами, а осень часто бывает довольно тёплой, сухой и продолжительной.
Максимальная зафиксированная температура воздуха — +34 °C, а средняя повышается в последние годы.
Район Байкала в целом отличается большой суммарной продолжительностью солнечного сияния. А посёлок Большое Голоустное является безусловным лидером по этому показателю, который доходит до 2524 часов солнечного сияния в год, что больше, чем на черноморских курортах. Дней без солнца в году в этом же населённом пункте бывает только 37, на острове Ольхон — 48.
Особые черты местного климата обусловлены сезонными байкальскими ветрами, которые имеют собственные названия — баргузин, сарма, верховик, култук и другие.

## История
Официальная дата основания поселка Большое Голоустное — 1673 год. Это дата внесения данной местности в царские статистические документы. По преданию, одним из первых поселенцев в устье Голоустной был Стрекаловский Леонтий Павлович, выходец из Великого Устюга, пришедший сюда в 1673 году.
В это же время несколько бурятских семей кочевали в этих местах, позже были образованы Харанутский, Зареченский, Подкаменский и Батагаевский улусы.
Так же по преданию, передававшемуся из уст в уста, здесь проживал бурятский род Улааса, и каждому старейшему мужчине рода посвящался саженец тополя, который высаживался на острове, названном «Островом семи тополей». Всего на этом острове было семь древних реликтовых тополей, возрастом по нескольку сотен лет. Каждый из старейшин жил около ста лет, и можно предположить, что неофициальная дата основания поселения отодвигается в сторону глубины веков.
В то же время, с приходом сюда русских поселенцев, была основана пристань, постоялый двор, построена церковь. Жители села ловили рыбу в Байкале, охотились на нерпу в районе Курбулика, держали зимовья и постоялые дворы для путешественников из Иркутска в Забайкалье и обратно по тракту, проходящему по долине Иден-Гола — Голоустной.
В советское время в Большом Голоустном был организован колхоз, где выращивали пшеницу, овес, кукурузу. В 1958 году колхоз в селе был упразднён — механизмы, общественный скот и животноводческие постройки были разобраны и переданы в село Урик.
В 1960-х годах в селе существовало сплавное предприятие, обеспечивавшее работой большинство жителей.

## Население
| 2002 | 2010 | 2011 | 2012 |
| ---- | ---- | ---- | ---- |
| 573  | ↗583 | ↗587 | ↗592 |

## Инфраструктура
В посёлке есть школа, почта, библиотека, медпункт, Дом досуга, два лесничества — Прибайкальского национального парка и Голоустненского лесхоза Иркутского управления лесами.

## Туризм
В посёлке и окрестностях действуют турбазы и дома отдыха.
В 2007 году Большое Голоустное стало центром развития ОЭЗ туристско-рекреационного типа «Ворота Байкала», где замышлялось создание всесезонного курорта международного уровня. Начало строительства было запланировано на 2009 год. Но в сентябре 2009 года, в своём заявлении, губернатор Иркутской области Дмитрий Мезенцев сообщил, что у Большого Голоустного нет перспектив для развития. При этом в разработку проекта государство на тот момент вложило более 80 млн рублей. По мнению губернатора, стоит переключиться на Слюдянский район, так как он более перспективен для развития туристско-рекреационной зоны.

## Связь

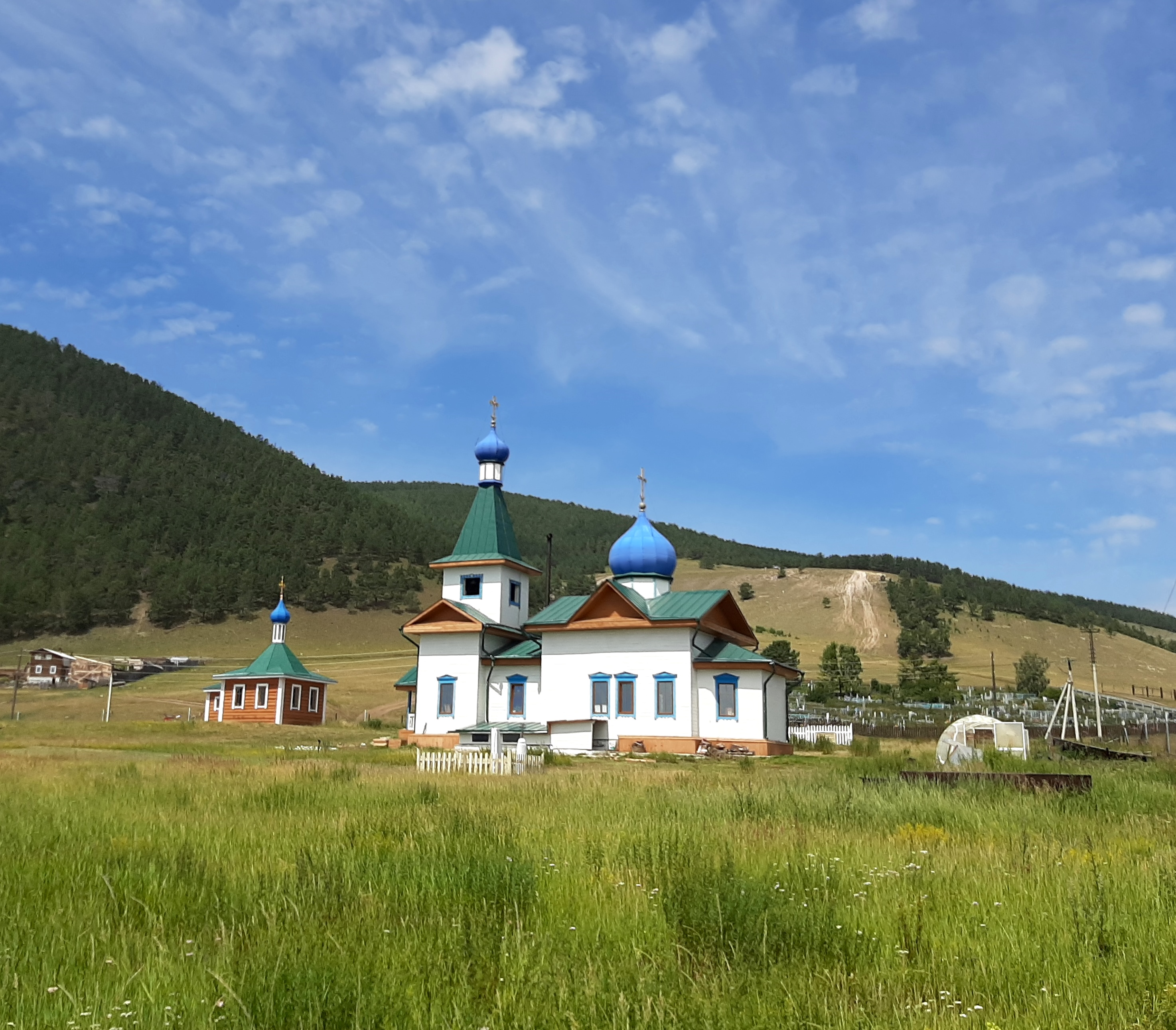
Свято-Никольская церковь

- Tele2
- МТС
- Билайн
- Мегафон

## Достопримечательности
Основная достопримечательность — Свято-Никольская церковь. Первая часовня в Большом Голоустном была построена в 1701 году на берегу Байкала. На том же месте монахи Посольского монастыря в конце XVII века поставили крест. 5 февраля 1867 года был освящён Свято-Никольский приход. Рядом была сооружена церковь святому Николаю — покровителю мореплавателей. В 1937 году церковь была закрыта, колокола сняты, иконы сожжены (впрочем, две иконы сохранились), в помещении храма был открыт клуб с танцами. Как рассказывают местные жители, главу администрации, отдавшего распоряжение разрушить церковь, вскоре постигла кара — он ослеп. C 1988 года начались работы по реставрации, а в 1995 году проведены первые богослужения. Но вечером, накануне Пасхи 1998 года церковь сгорела дотла. Позже храм снова восстановили, но он опять сгорел. К 2004 году всё отстроено заново, в церкви проводятся службы. Последний строитель-восстановитель храма Георгий (Юрий) Белов, ныне священник РПЦ.